# 伊藤加奈子
伊藤 加奈子（いとう かなこ、1985年1月8日 - ）は、近畿地方を拠点に活動するエレクトーン（キーボード）奏者、タレント。舞夢プロ所属。

## 来歴
大阪府池田市出身。大阪音楽大学短期大学部音楽科音楽専攻電子オルガンコース卒業。短大在学中の2004年10月から、『おはよう朝日土曜日です』（朝日放送）にエレクトーン奏者兼リポーターとして出演していた。
2008年、同じく近畿地方を拠点とする音楽ユニット「sirius」にサポートメンバーという形で参加し、「sirius feat. Kanako Ito」として活動。自らが出演する『Like a Wind』（サンテレビ）のエンディングテーマも手掛けた。
2013年9月22日、自身のブログにて結婚したことを公表。同時に、『おはよう朝日土曜日です』を9月28日放送分をもって卒業することも公表した。番組土曜日のエレクトーン奏者としては、歴代最長の出演期間であった。後に出産し、1児の母になる。
メディア出演時以外には、楽器店などでエレクトーンのデモンストレーターを務めている。また、箕面市で音楽教室「ému cafe music」を開いている。リトミック研究センター認定、池田市教育委員会認定のリトミック（幼児教育）講師でもある。過去には樟蔭東中学校の非常勤講師（教科：総合文化）とヤマハ音楽教室の講師も務めていた。

## 人物
身長156cm、B88cm/W64cm/H86cm、靴のサイズ23.5cm。血液型O型。
普通自動車運転免許（マニュアル車）と大型自動二輪運転免許を所持している。後者は、『Like a Wind』の企画「MALI＆加奈子 大型免許への道」で取得したものである。

## 出演

### テレビ番組
- おはよう朝日土曜日です（2004年10月 - 2013年9月、朝日放送） - エレクトーン奏者、リポーター
- 週刊タイガースかわら版（2007年[7] - 2009年、Baycom） - アシスタント（隔週出演）
- 熱血!!タイガース党（2007年、サンテレビ） - 秘書（進行アシスタント）
- Like a Wind（2007年 - 2009年、サンテレビ） - リポーター
- 明日どこいこ（2009年、Baycom） - リポーター
- ビジネス新伝説 ルソンの壺（2009年、NHK大阪放送局） - リポーター[8]
- 好き！神戸（2009年 - 2011年、サンテレビ）
- ときめき沿線ドラマティックロード（2010年 - 2012年、Baycom）
- 8時です！生放送!!（2010年 - 2012年、J:COM ウエスト）
- 駅ぶら 街ぶら 阪神沿線（2012年 - 2013年、朝日放送）
- デイリーニュース北摂（2016年 - 2018年、J:COM ウエスト）
- エキスタ集まれ！（2016年 - 、J:COM ウエスト）
- フロムにしのみや（2022年5月～、ベイ・コミュニケーションズ）番組進行（隔週）

### ラジオ番組
- KOBE STYLE by 7creators（2006年7月 - 12月、FM COCOLO） - DJアシスタント
- 山中つよしの美・happy（2010年 - 2011年、ABCラジオ） - リポーター

### ネット配信番組
- 王子動物園の音図鑑（2010年、神戸市広報サイト内 神戸ポッドキャストステーション） - リポーター[9]

### CM
- アート引越センター「エプロンサービス ご近所パック」（2005年）[7]
- アート引越センター「ドラえもん冷温庫 アンコールキャンペーン」（2006年）[7]
- パナソニック（2009年）
- 阪神なんば線（2009年 - 2011年）
- 阪神尼崎ローレルタワー インフォマーシャル（2010年）
- パナソニック「ポケットドルツ」インフォマーシャル（2011年）
- 阪急三番街 MBSインフォマーシャル（2012年）

### 新聞
- 毎日新聞「阪神沿線歩き」（2009年 - 2010年）

### スチールモデル
- 阪神なんば線（2009年 - 2012年）